# Бойич, Предраг
Предраг «Педж» Бойич (англ. Predrag "Pedj" Bojić ; род. 9 апреля 1984, Сидней, Новый Южный Уэльс, Австралия) — австралийский футболист сербского происхождения, выступавший на позиции защитника в клубах А-Лиги «Сидней» и «Сентрал Кост Маринерс», а также английском клубе «Нортгемптон Таун».

## Карьера

### Молодёжная карьера
Педж родился в Сиднее в семье иммигранта из Югославии и австралийки. В младенческом возрасте вместе с семьёй он переехал в прибрежный город Шеллхарбор, находящийся недалеко от Вуллонгонга. В возрасте восьми лет начал заниматься футболом в клубе «Уарилла Уандерерс». В возрасте 12 лет перешёл в академию клуба «Вуллонгонг Вулвз». Позднее проходил обучение в НСВИС.

### Клубная карьера
После окончания НСВИС Бойич заключил свой первый профессиональный контракт с клубом Национальной футбольной лиги «Парраматта Пауэр», в котором провел два года и всего три официальных матча. Позднее отыграл сезон за «Сидней Олимпик», проведя 13 игр.
Перед началом сезона 2004/05 перешёл в клуб второй Футбольной лиги Англии «Нортгемптон Таун». В первом же сезоне стал твёрдым игроком основного состава и помог клубу добраться до полуфинала плей-офф лиги, где «Нортгемптон Таун» уступил клубу «Саутенд Юнайтед». Однако в следующем сезоне помог своей команде занять второе место во второй Футбольной лиге Англии и добиться повышения в классе. В сезоне 2006/07 провел 30 матчей в первой Футбольной лиге Англии, в январе 2007 года получил травму в матче с клубом «Карлайл Юнайтед» и выбыл на несколько месяцев, что привело к окончанию его карьеры в «Нортгемптон Таун».
Сезон 2007/08 заканчивал в клубе Премьер-лиги Нового Южного Уэльса «Сазерланд Шаркс». 28 июля 2008 года, после успешного прохождения просмотра, Педж подписал однолетний контракт с клубом А-Лиги «Сентрал Кост Маринерс». В октябре 2008 года продлил контракт на два года.
В сезоне 2010/11 стал серебряным призёром регулярного чемпионата А-Лиги. В сезоне 2012/13 стал победителем А-Лиги. В мае 2013 года расторг контракт с клубом по взаимному согласию. Всего за клуб провёл 125 матчей и забил 7 голов.
20 июля 2013 года принял участие в A-League All Stars Game в составе сборной звёзд А-Лиги против «Манчестер Юнайтед».
В июне 2013 года Бойич подписал двухлетний контракт с клубом «Сидней». Дебютировал за клуб в матче А-Лиги против клуба «Ньюкасл Юнайтед Джетс» 11 октября 2013 года. 27 января 2015 года расторг контракт с клубом по взаимному согласию.

### Международная карьера
Привлекался в юниорскую сборную Австралии.

## Вне футбола
Помимо футбольной карьеры Педж является персональным тренером, также владеет собственным брендом одежды «A-List Limited».

## Достижения

### Клубные
- Победитель А-Лиги: 1 (2012/13)
- Серебряный призёр А-Лиги: 1 (2010/11)

### Международные
- Победитель юниорского чемпионата Океании: 1 (2001)